# Séraphin-Médéric Mieusement
Séraphin-Médéric Mieusement, né le 12 mars 1840 à Gonneville-la-Mallet et mort le 10 septembre 1905 à Pornic, est un photographe français de monuments historiques et d'édifices religieux.

## Biographie

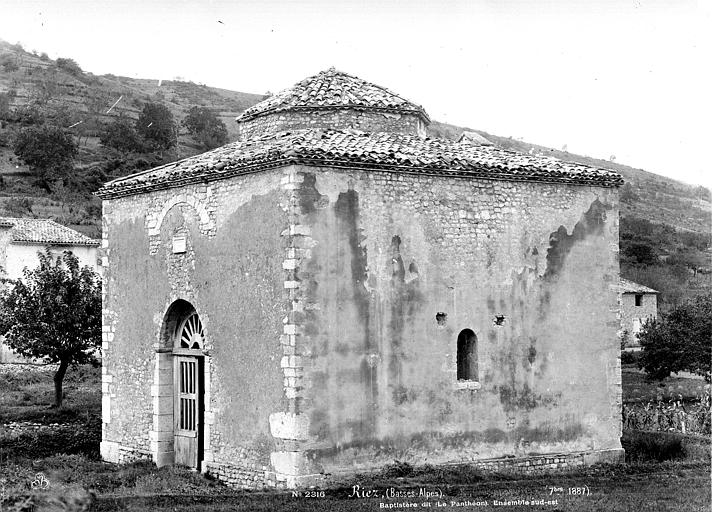
Baptistère de Riez en Provence, monument paléochrétien du VIe siècle, cliché de Séraphin-Médéric Mieusement (septembre 1887).

Séraphin-Médéric Mieusement est photographe dès l'âge de dix-neuf ans avec l’architecte Félix Duban, chargé de la restauration du château de Blois. Il fréquente Gabriel Blaise et Charles de la Follye.
De 1861 à 1863, Mieusement travaille avec Charles de Souancé, photographe à Ballan (Indre-et-Loire), comme opérateur.
Le 23 septembre 1859, Félix Duban le qualifie dans une lettre de « garçon bien habile et fort gentil ». Cette reconnaissance encourage Séraphin-Médéric Mieusement à s'établir comme photographe à Blois, où il travaille, d'abord avec Pillon en 1863, puis seul en 1864. Il y rencontre Émile Pouve. Il expose à Londres en 1862 et à la Société française de photographie en 1864.
Après avoir proposé une première fois en vain ses services, il commence à travailler pour la Commission des monuments historiques à partir de 1875. En 1878, à la suite d’une commande, il présente une cinquantaine de clichés de monuments en cours de restauration à l'Exposition universelle, où il obtient une médaille d'argent. Avec son titre de photographe attaché à la Commission des Monuments historiques, Mieusement s’emploie à gagner d’autres marchés. Il est admis à la Société française de photographie et devient président de la Société d'excursions artistiques de Loir-et-Cher.
En 1881, il signe un contrat avec le ministère des Cultes pour photographier toutes les cathédrales de France. En 1883, il passe un accord avec la Commission des Monuments historiques, contrat qui lui concède l’exploitation commerciale d’une partie des clichés des Monuments historiques. Dans ce cadre, il lui est accordé un comptoir de vente au Musée de Sculpture comparée, au Trocadéro, puis, en 1886, au Musée de Cluny,.
En 1885, il se fixe à Paris, 13 rue de Passy. Il travaille alors dans toute la France, notamment en 1887-1888, puis en 1895, en Provence. En 1890, il cède sa concession de photographe des Monuments historiques à son gendre, Paul Robert.
En 1893, il est en mission en Algérie pour le ministère des Cultes, puis se retire à Blois. Il meurt, en 1905, à l'hospice de Pornic.

## Distinctions
- Officier d'académie (1878).

## Collections
La Médiathèque du patrimoine et de la photographie conserve environ 7 500 négatifs et 10 000 tirages de Mieusement, fruit de son activité pour la Commission nationale des Monuments historiques et pour la direction des Cultes. Dès 1884, sa production était déjà estimée à plus de 40 000 clichés.

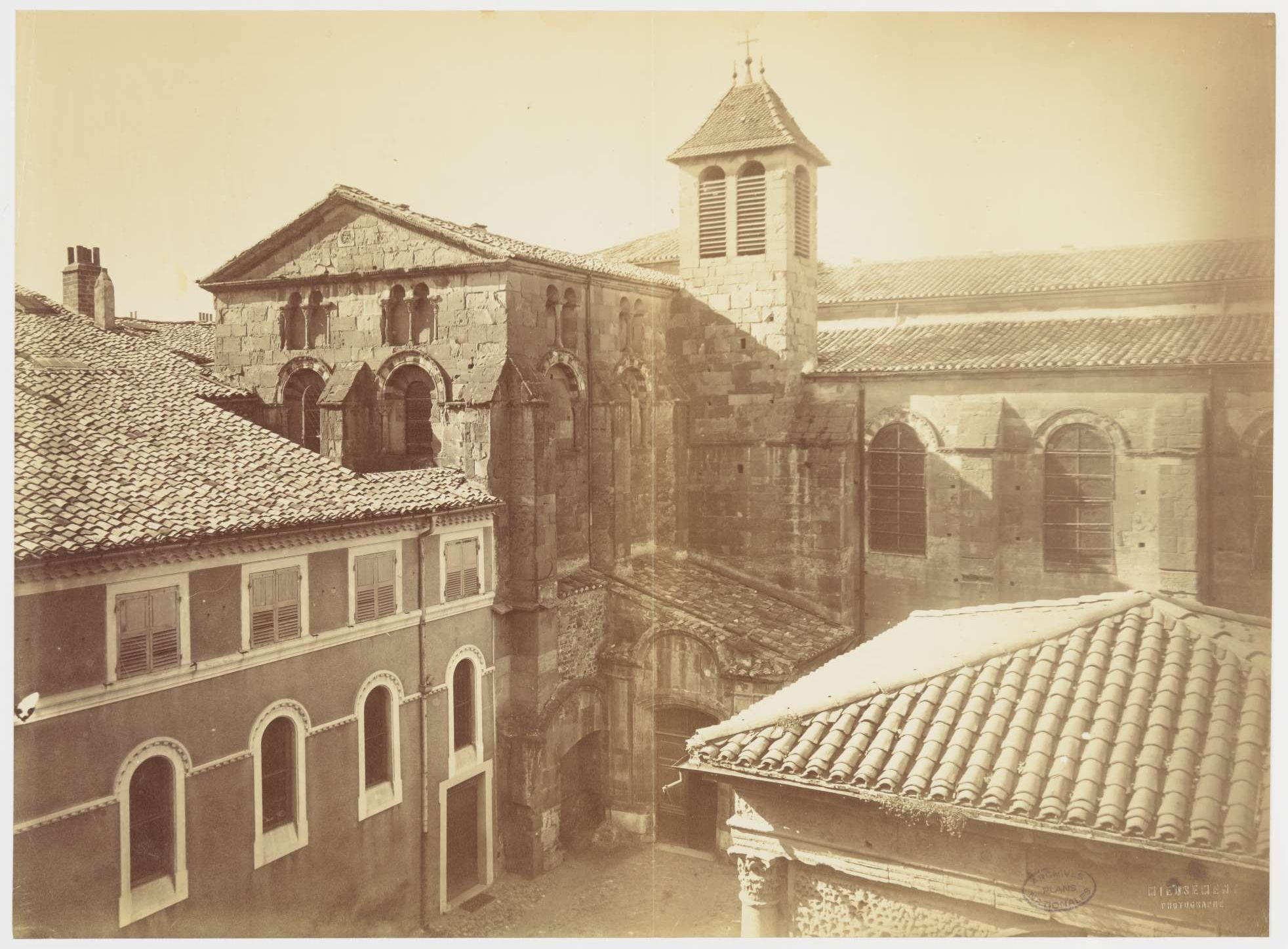
Cathédrale de Valence (1884).
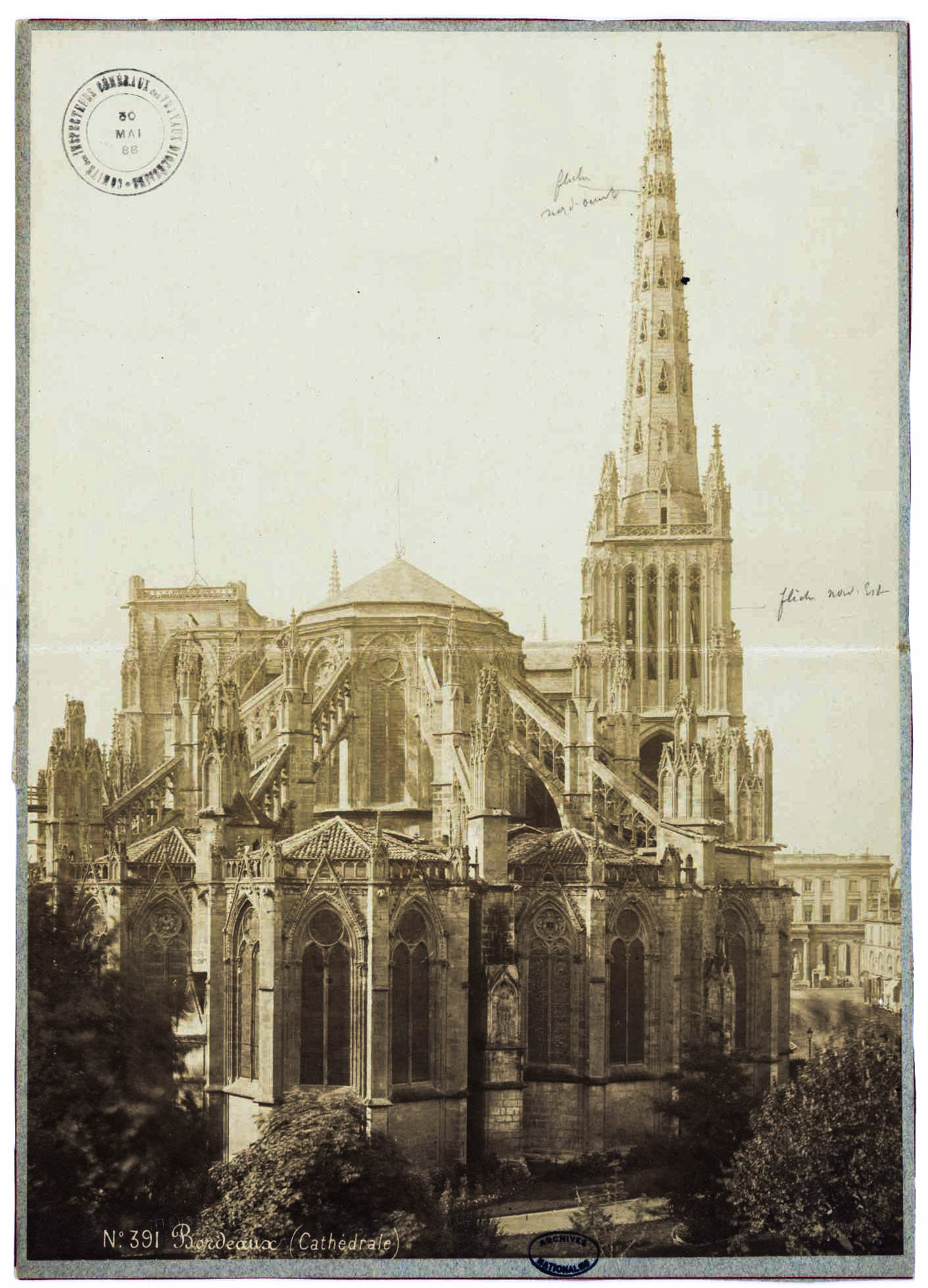
Cathédrale de Bordeaux (1888).
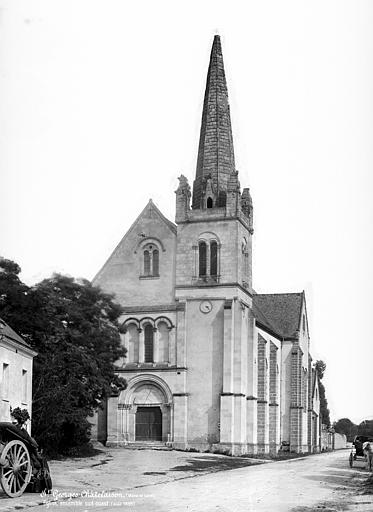
Église de Saint-Georges-sur-Layon (1888).